# Merzak Allouache
Merzak Allouache (Algeri, 6 ottobre 1944) è un regista cinematografico e sceneggiatore algerino.

## Biografia
Allouache inizia ventenne la sua formazione all'Istituto nazionale del cinema di Algeri. Seguirà poi altri percorsi formativi specifici a Parigi (all'Idhec e alla Ortf). Lavora su diversi set, realizza documentari, produce trasmissioni umoristiche per la tivù algerina. Nel 1976 passa al lungometraggio: Omar Gatlato, una commedia “all'algerina”. Seguono Bab El-Oued City, più drammatico, presentato nella sezione Un Certain Regard del Festival di Cannes 1994; quindi su un tono più leggero Salut cousin! (1996), presentato di nuovo al Festival di Cannes, stavolta nella Quinzaine des Réalisateurs; e ancora un dramma, nell'Algeria degli anni del terrore: L'autre monde (2001). Chouchou (2003) e Bab el web (2005) confermano la vena di Allouache per la commedia prima di Tamanrasset, premio Signis al Prix Italia di Cagliari.

## Filmografia parziale
- Omar Gatlato (1976)
- Bab El-Oued City (1993)
- Salut cousin! (1996)
- L'autre monde (2001)
- Chouchou (2003)
- Bab el web (2005)
- Tamanrasset (2008)
- Es-Stouh (2013)
- Madame Courage (2015)